# Olaf de Fjordane
Según la saga nórdica Thorsteins saga Víkingssonar, Olaf fue un semi-legendario caudillo vikingo que vivió hacia el siglo VII, hijo del rey Östen de Suecia, y hermano del sucesor a la Corona sueca Anund. A Olaf se le cita brevemente como rey de Fjordane, Noruega.